# Korňa
Korňa és un poble i municipi d'Eslovàquia que es troba a la regió de Žilina, al centre-nord del país. El 2021 tenia 1.981 habitants.

## Demografia
| Godina             | 1994 | 2004   | 2014   | 2024   |
| ------------------ | ---- | ------ | ------ | ------ |
| Nombre de persones | 2338 | 2237   | 2077   | 2020   |
| Diferència         |      | −4,31% | −7,15% | −2,74% |

| Godina             | 2023 | 2024   |
| ------------------ | ---- | ------ |
| Nombre de persones | 2025 | 2020   |
| Diferència         |      | −0,24% |